# Marwan Mohammed
Ne doit pas être confondu avec Marwan Muhammad.
Marwan Mohammed, né le 13 juin 1975 à Paris, est un sociologue français. Docteur en sociologie, il est chargé de recherche au CNRS, où ses travaux portent principalement sur les normes, les déviances, les jeunesses populaires et le racisme,.

## Biographie

### Famille
Marwan Mohammed est le frère aîné d'Abdessamad Mohammed et de Yassine Mohammed, respectivement international et ancien international de l'équipe de France de futsal. Le premier évolue désormais à l'Étoile Lavalloise et le second défend les couleurs du Kremlin-Bicêtre United. La fratrie est composée de cinq frères et sœurs.

### Formation
Diplômé d'un CAP administration comptable à Fontenay-sous-Bois (1993), il obtient en 1998 le DAEU « A » à l'université Paris-Est-Créteil-Val-de-Marne, puis un DEUG de sociologie (2000) suivi de la licence (2001) et d'une maîtrise (2002) à l'université Paris-Nanterre(2002). Le DEA de sociologie est obtenu à l'université de Versailles-Saint-Quentin-en-Yvelines, en 2003.
Il soutient, en 2007, une thèse en sociologie intitulée « La place des familles dans la formation des bandes de jeunes », devient ensuite chercheur associé au Centre de recherche sociologique sur le droit et les institutions pénales (CESDIP) et, en 2009, chargé de recherche au CNRS (Centre Maurice-Halbwachs). Il obtient en mai 2024, une habilitation à diriger des recherches
Il a également animé des séminaires sur l’islamophobie et les sorties de délinquance, à l’École des hautes études en sciences sociales (EHESS).

### Recherche
Ses thèmes de recherche portent sur les normes, les déviances et réaction sociale, les jeunesses populaires, les sorties de délinquances, les formes non conventionnelles de politisation et les usages de l’ethnicité.
Pour Damien Simonin, l'ouvrage est une « construction originale, appuyée sur des hypothèses fortes et des analyses rigoureuses » portant sur la réalité et les contours de l'islamophobie, ainsi que son historique en France — avec la construction progressive, depuis les années 1980, d'un « problème spécifique » lié à l'islam.